# TNT (Rusia)
ТNT (rusă ТНТ, cu sensul de Noua Ta Televiziune, rusă Твоё Новое Телевидение) este un canal de televiziune federal rus. El se află în top 5 cele mai populare canale de televiziune din Rusia. La începutul anului 2012 a avut o audiență de 104 milioane de oameni. Rețeaua de televiziune colaborează cu peste 645 parteneri din 1050 de orașe din Rusia.